# Некролог
Некролог (от гръцки: νεκρός – мъртъв, λόγος – дума) е жанр на вестникарската и плакатната публицистика.
Представлява публикация по повод смъртта на дадена личност, често с причината за смъртта, данни за траурната церемония (мястото и датата на погребението) или за помен по повод изминал период от смъртта, както и съболезнованията на близките му.
Като правило некрологът е с кратко съдържание. Понякога съдържа описание на жизнения път на покойника и на заслугите му към обществото.